# Мистель
О реке в Германии см. Мистель (река)

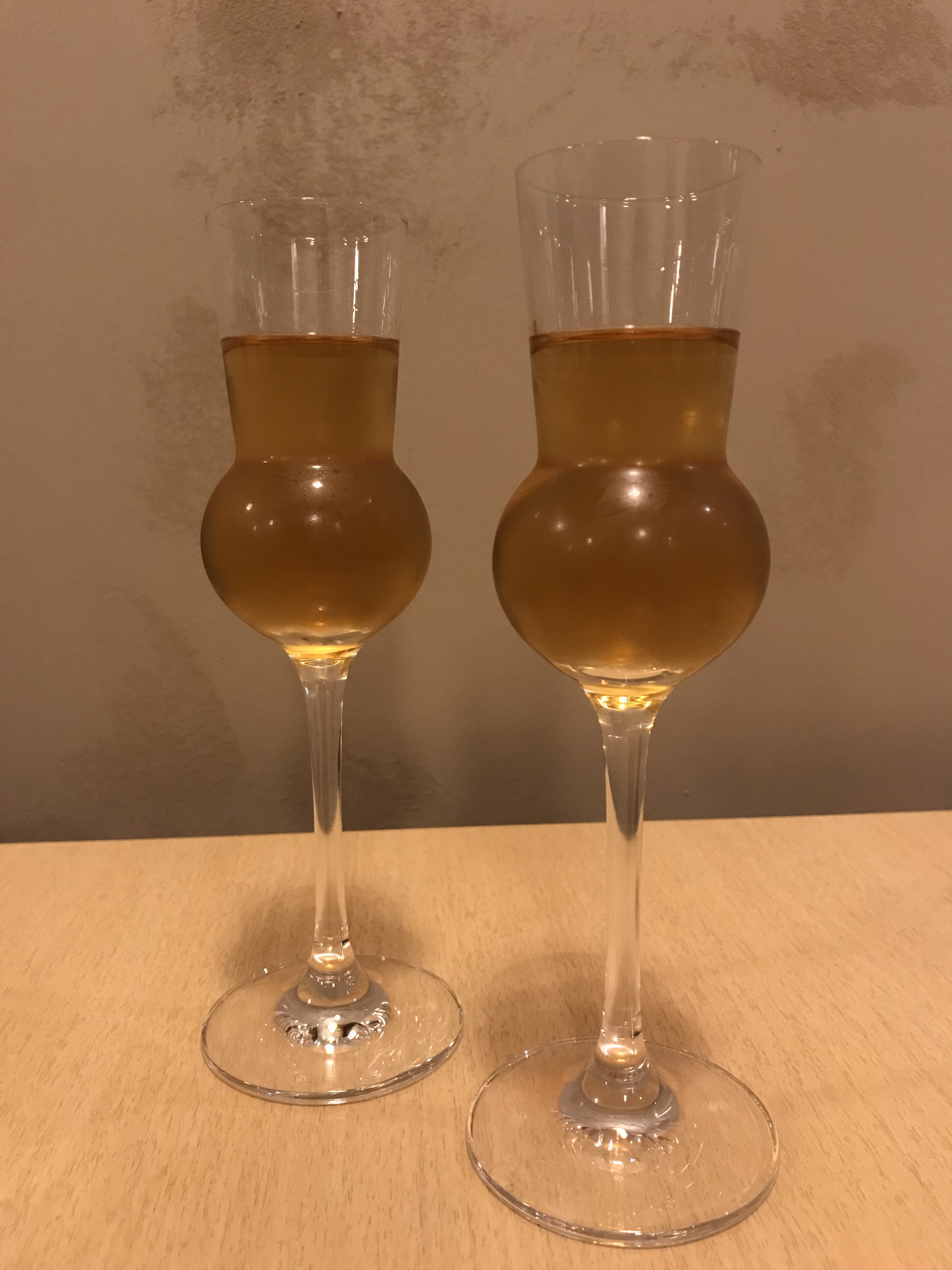
Бокалы с маквеном (фр.) — мистелем из департамента Юра

Мистель (фр. mistelle, исп. mistela, итал. mistella, от лат. mixtella, что значит «смесь») — креплёное вино, получаемое путём смешивания виноградного спирта или бренди и (ферментированного, частично ферментированного либо неферментированного) виноградного сусла. При добавлении спирта (или бренди) процесс брожения сусла останавливается и, как следствие этого, мистель становится слаще, чем полностью ферментированное сусло. В отличие от вин категории VDN (vin doux naturel), крепление мистелей происходит до начала брожения (ферментации).
Мистелем обычно называют напитки из Окситании, Аквитании и Каталонии. Синонимичный термин vin de liqueur обычно используется во Франции применительно к таким винам, как флок де Гасконь (вино, креплёное арманьяком) и пино де Шарант (вино, креплёное коньяком).
На севере Франции аналоги мистеля на базе яблочного сока именуются словом «поммо» (фр. pommeau, от фр. pomme — яблоко). Например, нормандский поммо (фр.) получают путём смешивания неферментированного яблочного сока с кальвадосом.

## Примечание
1. 1 2 3 4 5  OCW, 2015.
2. 1 2  vinograd.info.